# Revista Mexicana de Astronomía y Astrofísica
Revista Mexicana de Astronomía y Astrofísica is een internationaal, aan collegiale toetsing onderworpen open access wetenschappelijk tijdschrift op het gebied van de astronomie. De naam wordt in literatuurverwijzingen meestal afgekort tot Rev. Mex. Astron. Astr.
Het eerste nummer verscheen in 2000.